# 樋沢坊
樋沢坊（ひのさわぼう）は、山梨県南巨摩郡身延町身延にある日蓮宗の寺院。安立院。身延山久遠寺の宿坊として最古級の坊。山門は身延町の文化財に指定されている。潮師法縁。

## 歴史
- 日向（六老僧の一人）を開山に創建された。慶応元年（1865年）火災で焼失したがその後復興され、明治7年（1874年）了源坊を合併し、後に円坊、玉泉坊、芳春坊も合併した。昭和14年（1939年）現在地に移転した。

## 参考資料
- 日蓮宗寺院大鑑編集委員会『宗祖第七百遠忌記念出版 日蓮宗寺院大鑑』大本山池上本門寺 (1981年)